# Folketingswahl 1979
- Y: 6
- F: 11
- A: 68
- B: 10
- E: 5
- M: 6
- Sonst.: 4
- Q: 5
- V: 22
- C: 22
- Z: 20

Die Folketingswahl 1979 am 23. Oktober war die 57. Wahl zum dänischen Parlament, dem Folketing. Ausgeschrieben wurde die Wahl am 28. September desselben Jahres. Die Sozialdemokraten unter Ministerpräsident Anker Jørgensen gewannen die Wahl erneut mit großem Abstand und führten die Regierungsgeschäfte mit dem Kabinett Jørgensen IV fort, verzichteten nun allerdings auf Minister aus der liberalen Venstre. Die Fremskridtspartiet verlor an Stimmen und fiel auf den vierten Platz zurück. Von Stimmenverlusten ebenfalls hart getroffen wurde Danmarks Kommunistiske Parti, die knapp den Wiedereinzug ins Parlament verpasste.

## Wahlmodus
Wahlberechtigt zur Folketingswahl waren alle dänischen Staatsbürger, die das 18. Lebensjahr vollendet hatten und einen Wohnsitz in Dänemark besaßen. Jeweils zwei Mandate wurden auf den Färöern und auf Grönland vergeben, 175 Mandate wurden im übrigen Dänemark in einer Verhältniswahl vergeben. Dabei wurden zunächst 135 so genannte Wahlkreismandate (kredsmandater) auf die 17 Groß- und Amtskreise (stor- og amtskredse) aufgetrennt und dort nach dem regionalen Stimmverhältnis verteilt. Anschließend wurden landesweit nochmals weitere 40 Ausgleichsmandate (tillægsmandater) ausgegeben, um den Stimmverhältnissen möglichst nahe zu kommen. Für diese Mandatsverteilung galt eine Zwei-Prozent-Hürde, die allerdings mit einem Wahlkreismandat umgangen werden konnte.

## Ergebnisse

### Dänemark
| Partei                                                   | Liste              | Stimmen   | Prozent   | ± %       | Sitze     | ± Sitze   |
| -------------------------------------------------------- | ------------------ | --------- | --------- | --------- | --------- | --------- |
| Socialdemokratiet Sozialdemokraten                       | A                  | 1.213.456 | 38,3 %    | +1,3      | 68        | ▲ 3       |
| Venstre, Danmarks Liberale Parti Liberale Partei         | V                  | 0.396.484 | 12,5 %    | +0,5      | 22        | ▲ 1       |
| Det Konservative Folkeparti Konservative                 | C                  | 0.395.653 | 12,5 %    | +4,0      | 22        | ▲ 7       |
| Fremskridtspartiet Fortschrittspartei                    | Z                  | 0.349.243 | 11,0 %    | −3,6      | 20        | ▼ 6       |
| Socialistisk Folkeparti Sozialistische Volkspartei       | F                  | 0.187.284 | 05,9 %    | +2,0      | 11        | ▲ 4       |
| Det Radikale Venstre Sozialliberale                      | B                  | 0.172.365 | 05,4 %    | +1,8      | 10        | ▲ 4       |
| Venstresocialisterne Linkssozialisten                    | Y                  | 0.116.047 | 03,7 %    | +1,0      | 06        | ▲ 1       |
| Centrum-Demokraterne Zentrumsdemokraten                  | M                  | 0.102.132 | 03,2 %    | −3,2      | 06        | ▼ 5       |
| Danmarks Retsforbund Gerechtigkeitsbund                  | E                  | 0.083.238 | 02,6 %    | −0,7      | 05        | ▼ 1       |
| Kristeligt Folkeparti Christliche Volkspartei            | Q                  | 0.082.133 | 02,6 %    | −0,8      | 05        | ▼ 1       |
| Danmarks Kommunistiske Parti Kommunistische Partei       | K                  | 0.058.901 | 01,9 %    | −1,8      | 0         | ▼ 7       |
| Kommunistisk Arbejderparti Kommunistische Arbeiterpartei | R                  | 0.013.070 | 00,4 %    | neu       | 0         | –         |
| Parteilose                                               | Parteilose         | 0.000.996 | 00,0 %    | +0,0      | 0         | –         |
|                                                          |                    |           |           |           |           |           |
| Wahlberechtigte                                          | Wahlberechtigte    | 3.730.650 | 3.730.650 | 3.730.650 | 3.730.650 | 3.730.650 |
| Abgegebene Stimmen                                       | Abgegebene Stimmen | 3.194.345 | 3.194.345 | 3.194.345 | 3.194.345 | 3.194.345 |
| Gültige Stimmen                                          | Gültige Stimmen    | 3.171.002 | 3.171.002 | 3.171.002 | 3.171.002 | 3.171.002 |
| Wahlbeteiligung                                          | Wahlbeteiligung    | 85,6 %    | 85,6 %    | 85,6 %    | 85,6 %    | 85,6 %    |

### Färöer
| Partei                                                      | Stimmen | Prozent | ± %    | Sitze  | ± Sitze |  |
| ----------------------------------------------------------- | ------- | ------- | ------ | ------ | ------- |  |
| Sambandsflokkurin Unionisten                                | 5.700   | 30,5 %  | −1,2   | 1      | ▬ 0     |  |
| Javnaðarflokkurin Sozialdemokraten                          | 4.435   | 23,7 %  | +1,2   | 1      | ▬ 0     |  |
| Tjóðveldisflokkurin Republikaner                            | 3.886   | 20,8 %  | +2,1   | 0      | –       |  |
| Fólkaflokkurin Volkspartei                                  | 3.005   | 16,1 %  | −0,9   | 0      | –       |  |
| Framburðs- og Fiskivinnuflokkurin Fortschritt und Fischerei | 0.878   | 04,7 %  | +3,4   | 0      | –       |  |
| Sjálvstýrisflokkurin Selbstverwaltungspartei                | 0.797   | 04,2 %  | +0,8   | 0      | –       |  |
|                                                             |         |         |        |        |         |  |
| Wahlberechtigte                                             | 28.702  | 28.702  | 28.702 | 28.702 | 28.702  |  |
| Abgegebene Stimmen                                          | 18.781  | 18.781  | 18.781 | 18.781 | 18.781  |  |
| Gültige Stimmen                                             | 18.701  | 18.701  | 18.701 | 18.701 | 18.701  |  |
| Wahlbeteiligung                                             | 65,4 %  | 65,4 %  | 65,4 % | 65,4 % | 65,4 %  |  |

### Grönland
Seit der letzten Wahl 1977 hatten sich in Grönland politische Parteien gebildet. Atassut und Siumut, die zuvor nur in Form von Kandidatenbünden antraten, erhielten beide jeweils einen Sitz.
| Partei                                                     | Stimmen | Prozent | ± %    | Sitze  | ± Sitze |  |
| ---------------------------------------------------------- | ------- | ------- | ------ | ------ | ------- |  |
| Atassut Gemeinsinn 1977: Kandidatenbund um Otto Steenholdt | 6.390   | 44,9 %  | −2,8   | 1      | ▬ 0     |  |
| Siumut Vorwärts 1977: Kandidatenbund um Lars Emil Johansen | 6.273   | 44,1 %  | −8,2   | 1      | ▬ 0     |  |
| Sulisartut Partiiat Arbeiterpartei                         | 1.572   | 11,0 %  | neu    | 0      | –       |  |
|                                                            |         |         |        |        |         |  |
| Wahlberechtigte                                            | 30.191  | 30.191  | 30.191 | 30.191 | 30.191  |  |
| Abgegebene Stimmen                                         | 15.192  | 15.192  | 15.192 | 15.192 | 15.192  |  |
| Gültige Stimmen                                            | 14.235  | 14.235  | 14.235 | 14.235 | 14.235  |  |
| Wahlbeteiligung                                            | 50,3 %  | 50,3 %  | 50,3 % | 50,3 % | 50,3 %  |  |